# Lepanthes semilaminata
Lepanthes semilaminata là một loài thực vật có hoa trong họ Lan. Loài này được Luer & Hirtz mô tả khoa học đầu tiên năm 1996.